# 2.º Ejército de Choque
El 2.º Ejército de Choque (en ruso: 2-я Ударная армия) fue un ejército de campaña de la Unión Soviética durante la Segunda Guerra Mundial. Este tipo de formaciones se crearon de acuerdo con la doctrina soviética de preguerra que exigía que los Ejércitos de Choque superaran las difíciles disposiciones defensivas para crear una penetración táctica de suficiente amplitud y profundidad como para permitir el compromiso de las formaciones móviles para una explotación más profunda. Sin embargo, a medida que avanzaba la guerra, los ejércitos de choque perdieron este papel específico y volvieron, en general, a formaciones de primera línea ordinarias. 

## Formación
El 2.º Ejército de Choque se formó a partir del 26.º Ejército del Frente del Vóljov en diciembre de 1941 e inicialmente estaba formado por la 327.ª División de Fusileros y ocho brigadas de fusileros independientes. Durante la ofensiva de Liubán a principios de 1942, el 2.º Ejército de Choque rompió las líneas alemanas, aunque posteriormente fue aislado de los refuerzos a lo largo del río Vóljov por un contraataque alemán. En marzo, el general Andréi Vlásov asumió el mando del ejército rodeado. A lo largo de los siguientes meses de duros combates, el 2.º Ejército de Choque consiguió fijar a un gran número de tropas alemanas, pero fue incapaz de romper el cerco. Finalmente, en junio, el ejército fue destruido mientras trataba de escapar. Esto volvió a suceder durante la ofensiva de Siniávino en octubre de 1942, en la que los supervivientes del 2.º Ejército de Choque tuvieron que ser enviados a la retaguardia para reabastecerse y obtener nuevos refuerzos para reconstruir el ejército.
En 1944, y durante su participación en la batalla de Narva, el 2.° Ejército de Choque estaba formado por cinco divisiones de fusileros (11 °, 43.°, 90.°, 131.° y 196.°) junto con 600 piezas de artillería, una brigada de tanques y un regimiento de tanques, dos regimientos de cazacarros SU y una gran cantidad de municiones y suministros.

## Historial de combate
En enero de 1942, el comandante del Frente del Vóljov, Kiril Meretskov, tuvo que solicitar el relevo del comandante del ejército, el teniente general Grigori Sokolov, antiguo comisario político de la NKVD, debido a su falta de experiencia. El mando fue entregado al ex comandante del 52.º Ejército, el teniente general Nikolái Klykov.
El 7 de enero de 1942, el 2.º Ejército de Choque fue el encargado de encabezar la ofensiva de Liubán para romper el cerco de Leningrado. Planeado como una operación combinada entre los Frentes del Vóljov y Leningrado en un frente de 30 km, se suponía que otros ejércitos del Frente de Leningrado (incluido el 54.º) participarían a intervalos programados en esta operación. Cruzando el río Vóljov, el 2.º Ejército de Choque logró atravesar las líneas del 18.º Ejército alemán y penetró de 70 a 74 km de profundidad dentro de la retaguardia alemana. Los otros ejércitos soviéticos (4.º, 52.º y 59.º ejércitos del Frente del Voljov, y 13.º Cuerpo de Caballería y 4.º y 6.º Cuerpo de Fusileros de la Guardia del Frente de Leningrado), sin embargo, no proporcionaron el apoyo necesario y el ejército quedó cercado. El 16 de abril de 1942, el teniente general Andréi Vlásov asumió el mando del ejército sitiado. Con la contraofensiva de mayo de 1942, finalmente se permitió al 2.º Ejército de Choque retirarse, pero para entonces estaba demasiado debilitado, fue prácticamente aniquilado durante la ruptura final en Myasnoi Bor. Su comandante el teniente general Andréi Vlásov, fue hecho prisionero por las tropas de la Wehrmacht el 6 de julio de 1942.  
Del 19 de agosto al 10 de octubre de 1942, el 2.º Ejército de Choque participó en la ofensiva de Siniávino integrado en el Frente del Vóljov. El objetivo principal de la ofensiva era establecer una ruta de suministro segura al sur del lago Ládoga. La ofensiva fue lanzada el 19 de agosto de 1942 por las tropas del Frente de Leningrado, seguida el 27 de agosto por la principal ofensiva del Frente del Vóljov (2.° Ejército de Choque y 8.º Ejército). A partir del 28 de agosto, los alemanes trasladaron sus fuerzas previstas para la operación Nordlicht con el fin de oponerse al avance soviético. Los contraataques alemanes fallan, pero las fuerzas soviéticas son incapaces de avanzar más. El 21 de septiembre, después de cinco días de intensos combates, las tropas alemanas se unieron y cortaron el saliente formado por el avance del 2.º Ejército de Choque, cercando en una bolsa a parte del ejército. Para el 10 de octubre, la línea del frente regresó a la posición de antes de la ofensiva. Una vez más, los remanentes fueron devueltos a las reservas del Frente del Vóljov para su reconstrucción.   

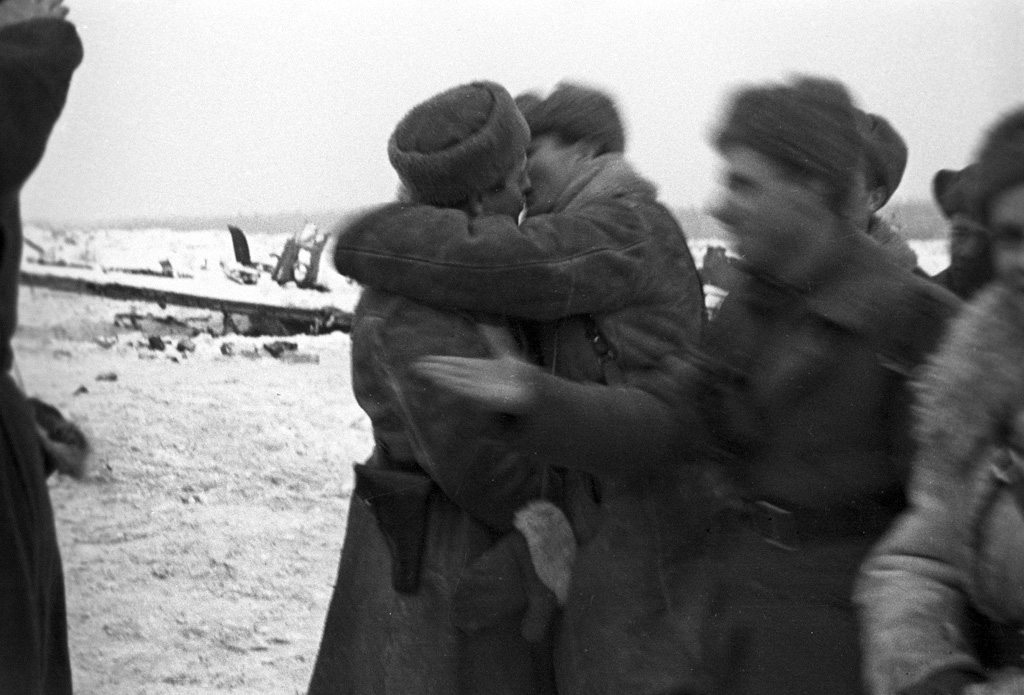
Unión de los frentes de Leningrado y Vóljov cerca del asentamiento de trabajadores n.º 5 durante la operación Chispa que permitió construir una línea de suministros entre Leningrado y el resto de la Unión Soviética

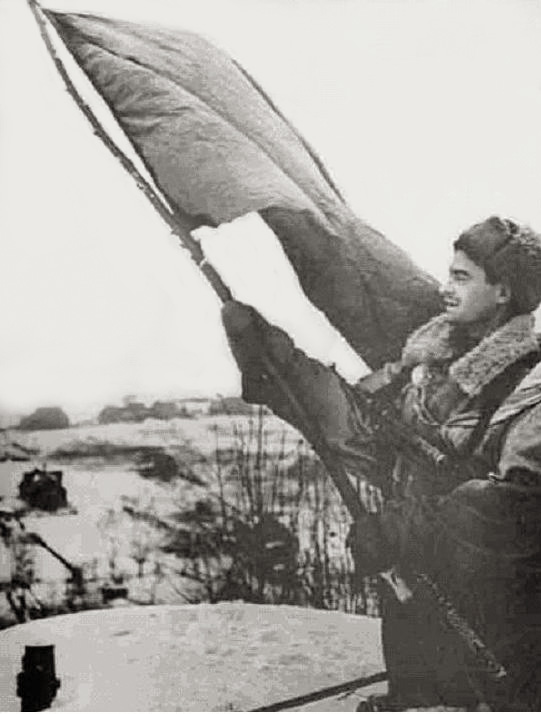
Soldados soviéticos ondean la bandera roja tras liberar Leningrado. 19 de enero de 1944.

Del 12 al 30 de enero de 1943, participó en la operación Chispa cuyo objetivo principal era levantar el sitio de Leningrado. La operación fue realizada por el Frente de Leningrado en cooperación con el Frente del Vóljov y la Flota del Báltico con el objetivo de crear una conexión terrestre con Leningrado. Las fuerzas soviéticas se unieron el 18 de enero y el 22 de enero la línea del frente se había estabilizado. La operación abrió con éxito un corredor terrestre de ocho a diez kilómetros de ancho hasta la ciudad. Se construyó rápidamente un ferrocarril ligero (véase camino de la victoria) a través del corredor recién liberado que permitió que llegaran más suministros a la ciudad que a través del Camino de la Vida, reduciendo significativamente la posibilidad de captura de la ciudad y cualquier vínculo entre las tropas de Alemania y de Finlandia.
Después del éxito parcial de la operación Chispa, el  Cuartel General del Alto Mando Supremo (STAVKA) decidió lanzar una operación a gran escala, con el nombre en código "Estrella Polar", cuyo objetivo final era derrotar al Grupo de Ejércitos Norte alemán y la liberación completa de la región de Leningrado. El 2.º Ejército de choque participó integrado en el Frente del Vóljov. La operación Estrella Polar fue un costoso fracaso, no se consiguió ninguno de los objetivos propuestos y además el 2.º Ejército de Choque sufrió importantes bajas.  
El 14 de enero de 1944, durante la ofensiva Leningrado-Novgorod, el 2.º Ejército de Choque atacó al 18.º Ejército alemán  desde la cabeza de puente de Oranienbaum, y un día después las tropas del 42.º Ejército, procedentes de Leningrado, se unieron a la ofensiva, atacando desde el área de Pulkovo. Ambos ejércitos soviéticos avanzaron en la dirección general de Krasnoe Selo y Ropsha. Rompiendo de esa manera el bloqueo de la cabeza de puente de Oranienbaum, posteriormente el Ejército Rojo levantó completamente el Sitio de Leningrado y liberó el óblast de Leningrado, expulsando al Grupo de Ejércitos Norte alemán hasta los países bálticos.
Más tarde, en la primera quincena de febrero de 1944, libró duras batallas por Narva (véase batalla de Narva), en las que no logró ocupar la ciudad. Narva fue liberada el 26 de julio de 1944 durante la Ofensiva de Narva (24-30 de julio de 1944). La ofensiva se llevó a cabo desde la cabeza de puente, que más tarde recibió el nombre de "cabeza de puente Fediuninski". Después participó en la ofensiva de Tallin (17- 26 de septiembre de 1944), que expulsó a los alemanes de la parte continental de Estonia y liberó la ciudad de Tallin, posteriormente, el ejército, participó en batallas contra los restos del Grupo de Ejércitos Norte encerrado en la bolsa de Curlandia.  
Posteriormente, del 13 de enero al 25 de abril de 1945, participó en la ofensiva de Prusia Oriental integrado en el Segundo Frente Bielorruso al mando del mariscal Konstantín Rokossovski, el 2.º Ejército de Choque, en colaboración con los ejércitos soviéticos 3.º, 48.º, 65.º, y 70.º tenía como misión avanzar por el eje principal de la ofensiva soviética al otro lado del Vístula y a través de Pomerania oriental hasta Szczecin en el río Óder. A finales de marzo, el ejército ayudó a capturar Danzig. El 1 de mayo de 1945, el 2.º Ejército de Choque tomó Stralsund en la costa báltica, poniendo fin a la guerra allí y en la isla de Rügen.
Después del fin de la guerra, pasó a formar parte del Grupo de Fuerzas Soviéticas en Alemania, en el noreste de Alemania (con su cuartel general en Schwerin) hasta enero de 1946, después regresó a la URSS, donde su cuartel general se reorganizó como el cuartel general del Distrito Militar de Arcángel. En ese momento estaba compuesto por tres cuerpos de fusileros (nueve divisiones). Después de que el 2.º Ejército de Choque fuera rediseñado como cuartel general del 116.º Cuerpo de Fusileros de Arcángel, las unidades que lo componían se distribuyeron entre otros distritos. Así el 109.° Cuerpo de Fusileros (101.° Guardias, 46.° y 372.° Divisiones de Fusileros) fue al Distrito Militar del Cáucaso Norte y el 134.° Cuerpo de Fusileros (102.° Guardias, 90.° y 272.° divisiones de fusileros) fue enviadó a la región de Vorónezh.

## Comandantes
- Teniente general Grigori Sokolov (del 25 de diciembre de 1941 al 10 de enero de 1942).
- Teniente general Nikolái Klykov (del 10 de enero de 1942 al 16 de abril de 1942).
- Teniente general Andréi Vlásov (del 16 de abril de 1942 al 1 de julio de 1942).
- Teniente general Nikolái Klykov (del 24 de julio de 1942 al 12 de diciembre de 1942).
- Teniente general Vladímir Romanovski (del 2 de diciembre de 1942 al 23 de diciembre de 1943).[13]
- Teniente general, desde octubre de 1944, coronel general Iván Fediúninski (del 24 de diciembre de 1943 a abril de 1946).